# Kaple Nanebevzetí Panny Marie (Nové Hraběcí)
Kaple Nanebevzetí Panny Marie v Novém Hraběcí (místní část města Šluknov) je římskokatolická obecní kaple z roku 1867. Novorománská sakrální stavba stojí u hlavní silnice na okraji vsi.

## Historie
Jedinou kapli v dříve samostatné obci Nové Hraběcí dali postavit místní obyvatelé roku 1867. Peníze pro stavbu získali z veřejné sbírky, část nákladů uhradila obec. V následujícím roce byl za 18 tolarů pořízen zvon pocházející ze zvonařské dílny v hornolužické Kleinwelce. Kaple sloužila zejména během mariánských svátků, v neděli po svátku Nanebevzetí Panny Marie se konala poutní mše. Po skončení druhé světové války a následném vysídlení většiny původních obyvatel Nového Hraběcí přestala být kaple využívána. Postupně přišla o veškeré vybavení a o zvon. Ve druhé polovině 20. století prošla opravami fasáda i střecha, stavba však vyžaduje celkovou rekonstrukci. Kaple je v majetku města Šluknov a není památkově chráněna. Pravidelné bohoslužby se neslouží.

## Popis
Novorománská kaple stojí na obdélníkovém půdorysu s půlkruhovou apsidou v závěru. V průčelí je umístěn půlkruhově zakončený portál a pilastry na nárožích. Trojúhelníkový štít s prázdnou nikou odděluje římsa. Každou z bočních stěn zdobí dvě dvojice pilastrů a dvojice půlkruhově zakončených oken. Apsida má po obou stranách malé okno. Nepůvodní fasáda je hrubá, poškozená. Čtyřhranný sanktusník v přední části střechy navazuje na štít. Střecha je provizorně pokrytá asfaltovou lepenkou, která nahradila původní břidlici. Interiér je plochostropý. Z původního mobiliáře se nedochovalo nic.

## Galerie

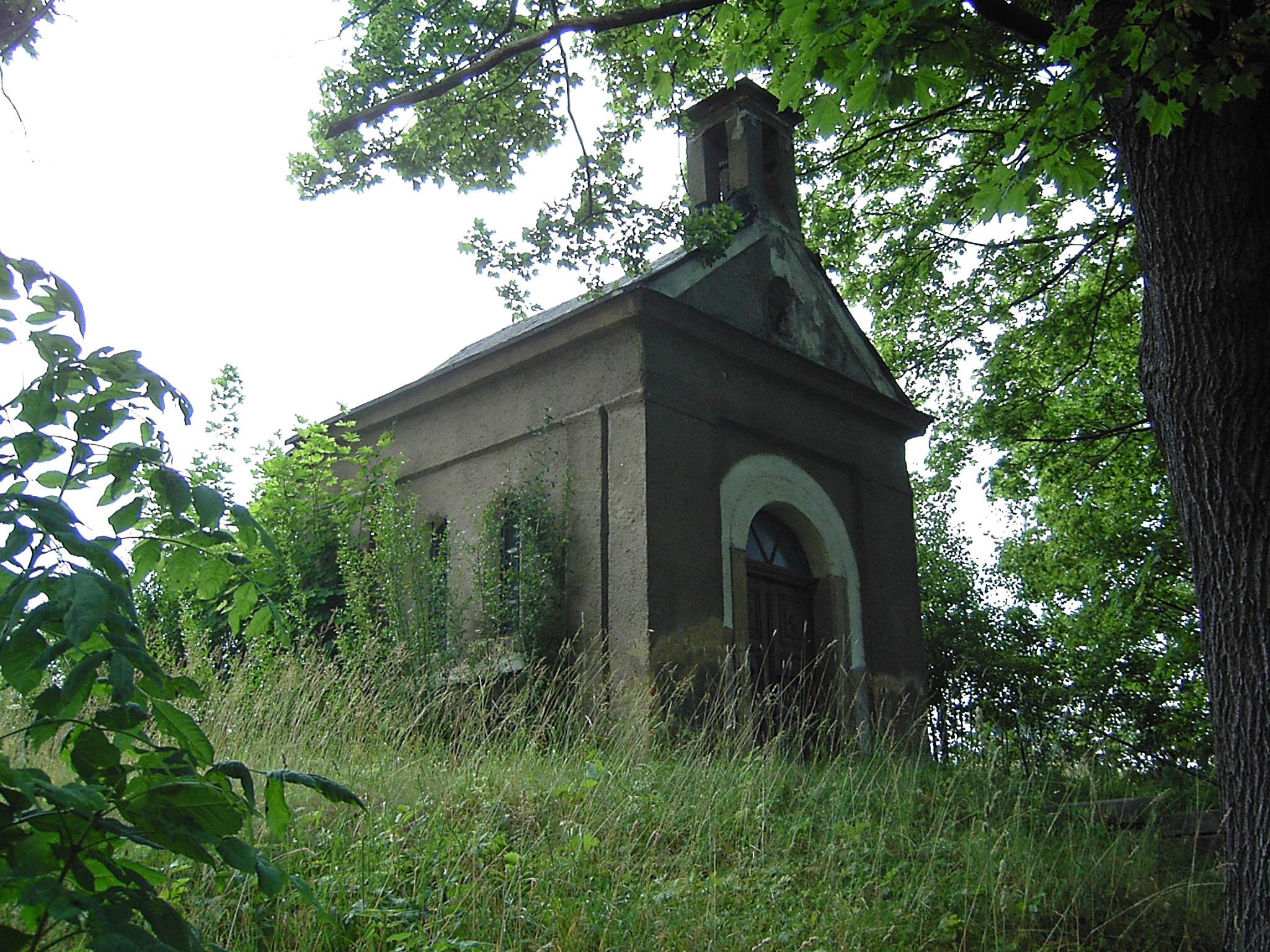
Průčelí a boční stěna (2006)
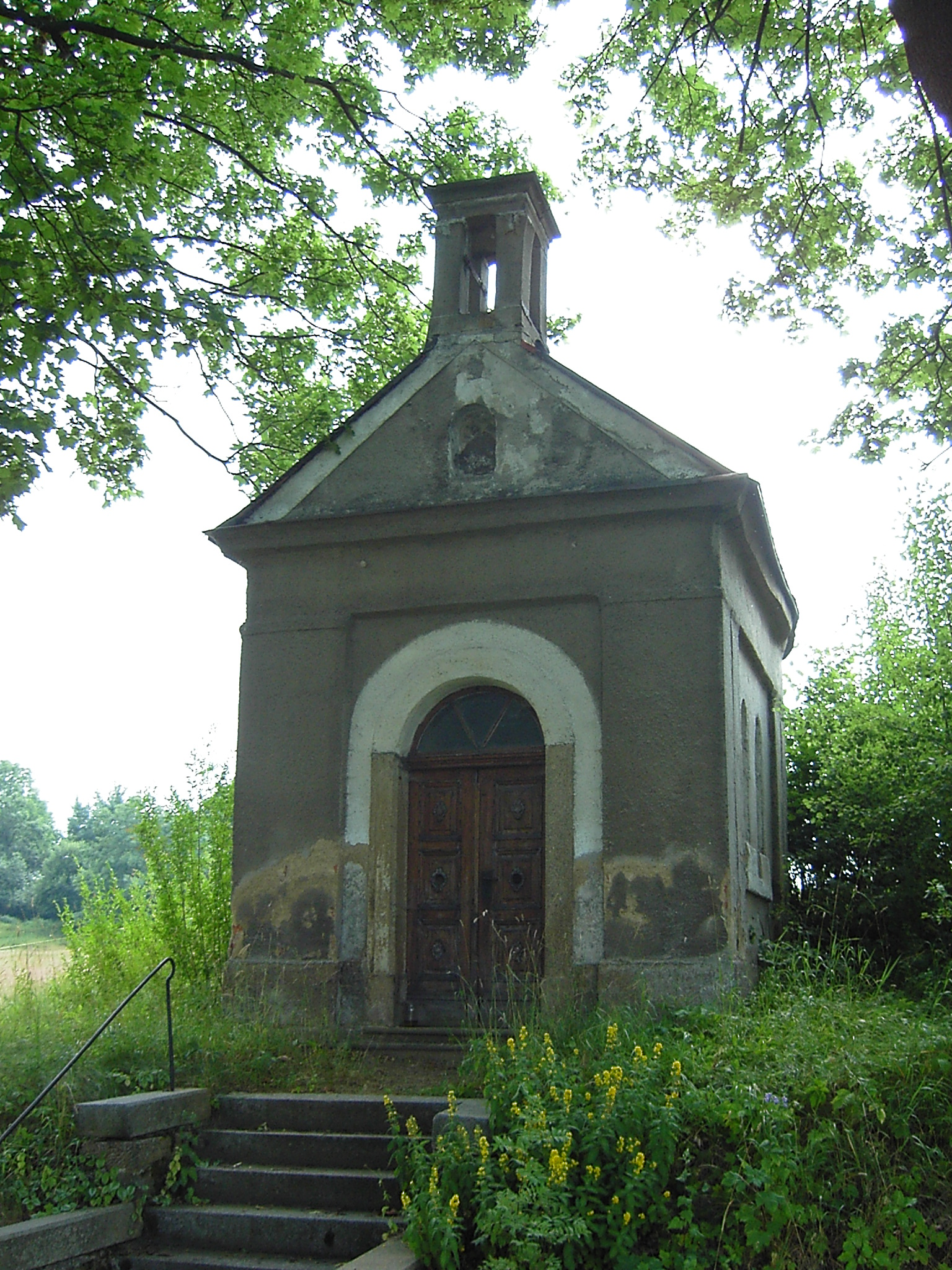
Průčelí (2006)
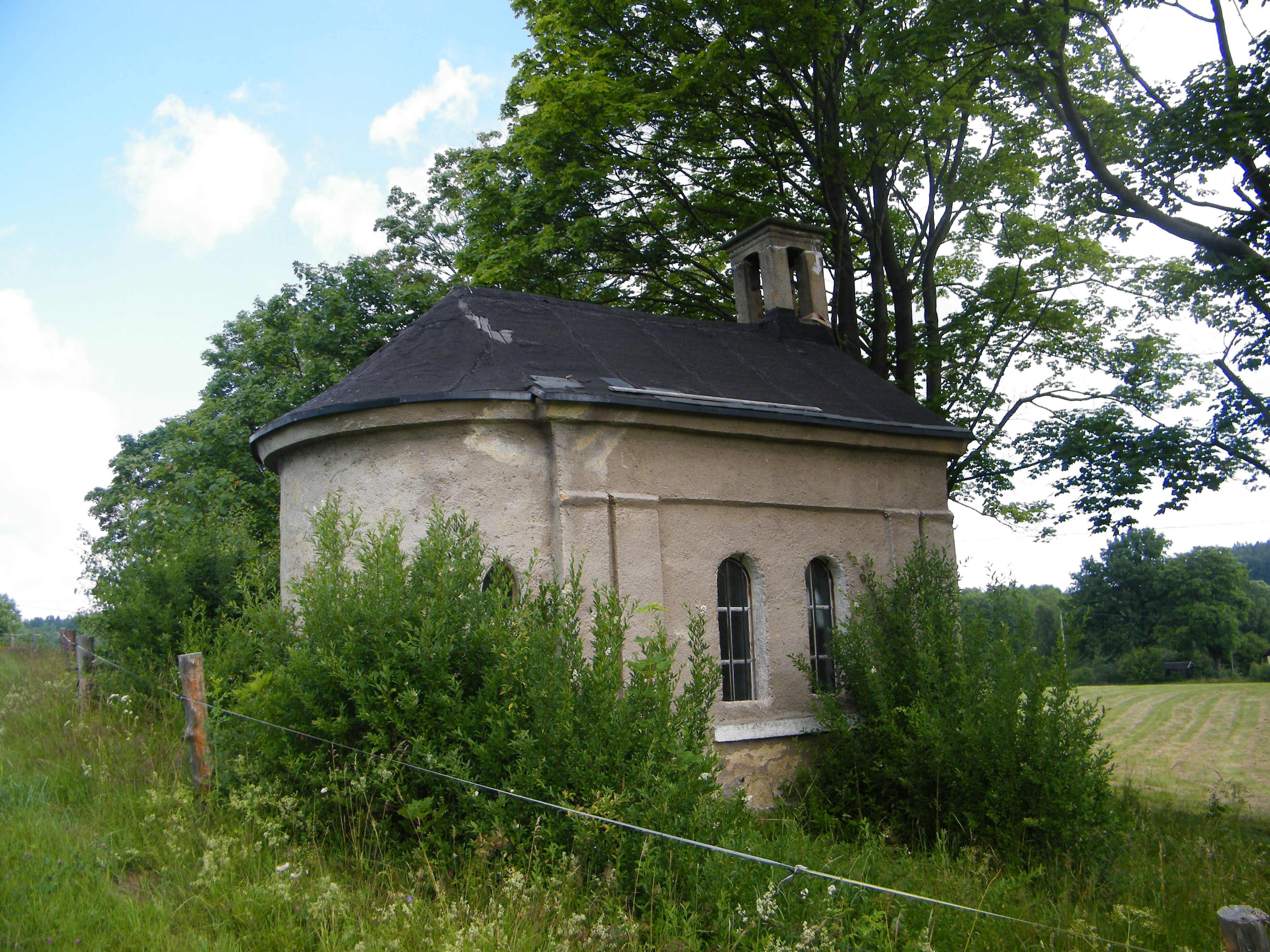
Boční stěna a apsida (2011)
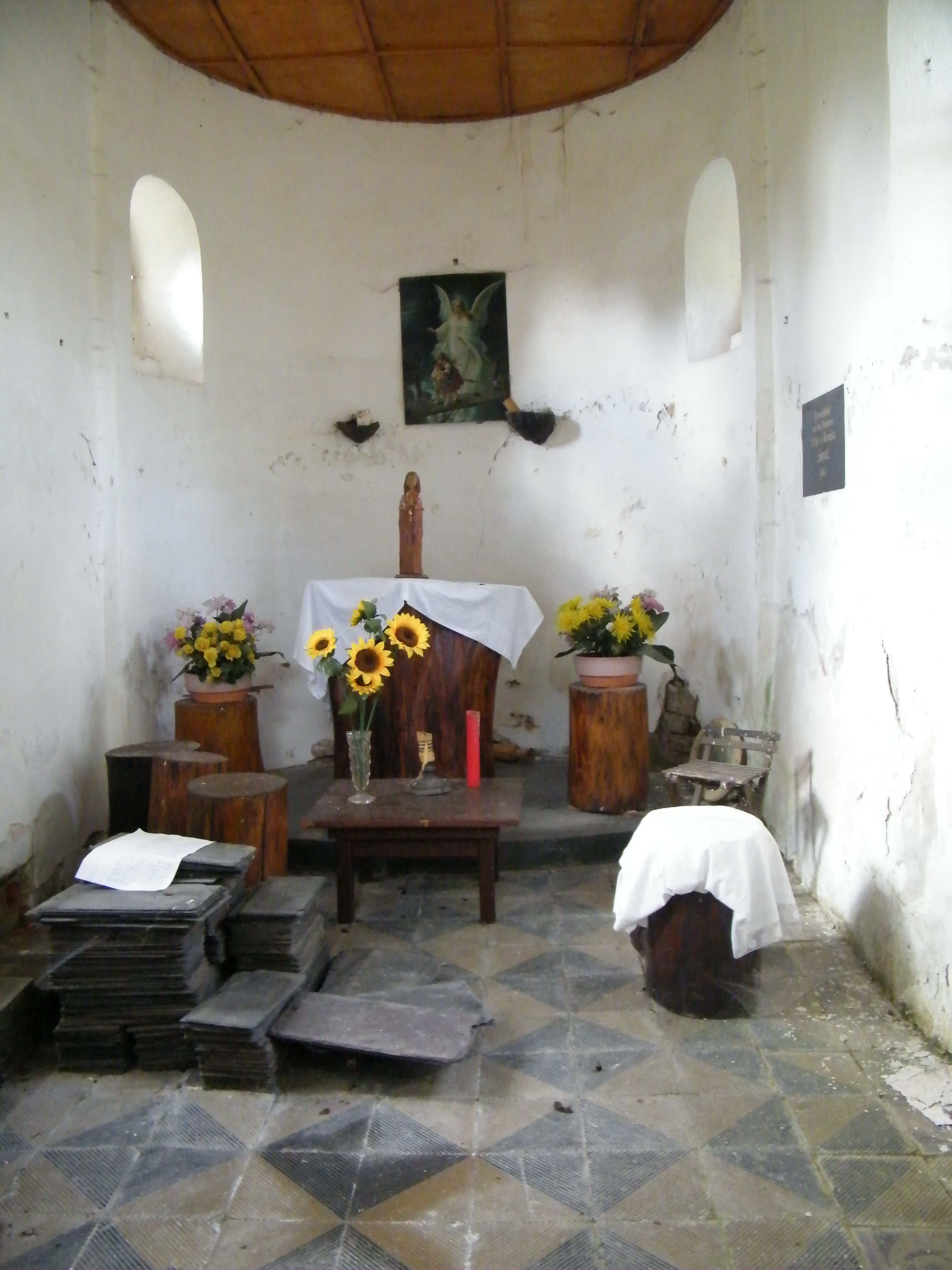
Interiér (2011)